# Trond Fredrik Ludvigsen
Trond Fredrik Ludvigsen (Alta, 22 giugno 1982) è un allenatore di calcio ed ex calciatore norvegese, di ruolo attaccante.

## Caratteristiche tecniche
Era un'ala rapida. Bravo nell'uno contro uno, poteva essere schierato su entrambe le fasce.

## Carriera

### Giocatore

#### Club

##### Gli inizi
Soprannominato Ludde, cominciò a giocare a calcio nell'Alta, prima di passare al Bodø/Glimt. Debuttò nell'Eliteserien con questo club, il 18 aprile 1999 (a 16 anni e 314 giorni), sostituendo Eivind Eriksen nel successo per 3-1 sullo Strømsgodset. Il 2 maggio realizzò il primo gol nella massima divisione norvegese, nella sconfitta per 1-3 contro il Brann: questa marcatura fece di lui il più giovane marcatore della storia del campionato norvegese. Divenne rapidamente un punto fermo della squadra, nonostante la giovane età.
Fu poi acquistato dall'Hertha Berlino, club della Bundesliga. Debuttò nel campionato tedesco il 30 marzo 2002, sostituendo Dick van Burik nella sconfitta per 3-1 in casa del Borussia Mönchengladbach.

##### Rosenborg
Non riuscì però ad imporsi, in Germania, e tornò così in patria, in prestito per un anno al Rosenborg. L'esordio con il nuovo club fu datato 14 agosto 2002, quando entrò in campo in luogo di Dagfinn Enerly nell'andata del terzo turno preliminare della Champions League 2002-2003, che terminò con un successo per 1-0 sul Brøndby. Il 6 ottobre siglò la prima rete con questa maglia, nel successo per 2-1 sullo Stabæk. Complessivamente, ebbe poco spazio al Rosenborg e le cose peggiorarono quando Åge Hareide fu scelto come nuovo allenatore della squadra. L'esperienza al club di Trondheim fu così considerata fallimentare.

##### Ritorno al Bodø/Glimt, Brann e Strømsgodset
Terminato il prestito, fu ceduto a titolo temporaneo al Bodø/Glimt. Rimase in squadra con questa formula finché la società tedesca non lo svincolò nel 2005, con il Bodø/Glimt che lo ingaggiò a titolo definitivo: nel suo contratto c'era però una clausola che permetteva al giocatore di lasciare il club in estate. Si trasferì così al Brann pochi mesi più tardi, squadra per cui giocò il primo incontro ufficiale il 23 luglio, nella sconfitta per 3-1 in casa del Molde. Nel Brann ebbe poco spazio a causa di un infortunio che rimediò al Bodø/Glimt e che si trascinò dietro fino al 2006. Nel 2007 diventò la quarta scelta del Brann per l'attacco e, per questo, fu prestato allo Strømsgodset dal 1º luglio, squadra per cui debuttò il giorno stesso nella sconfitta per 3-2 sul campo dello Stabæk, sostituendo Einar Kalsæg. Nel 2008 giocò un'ultima stagione per il Brann, venendo svincolato a fine stagione.

##### La parte finale della carriera
Nel 2009, ritornò per la terza volta in carriera al Bodø/Glimt. Il 2 agosto 2011 si trasferì all'Alta. Il 30 agosto 2012, passò in prestito all'Austevoll. A fine stagione, appese gli scarpini al chiodo per intraprendere la carriera da allenatore.

#### Nazionale
Ludvigsen giocò 35 partite per la Norvegia under 21, con 16 reti all'attivo. Esordì nel pareggio per 2-2 contro la Germania under 21, quando segnò una doppietta.

### Allenatore
Il 29 novembre 2012, fu nominato nuovo allenatore dell'Austevoll, a partire dal 1º gennaio successivo.

## Statistiche

### Presenze e reti nei club
| Stagione              | Club                  | Campionato            | Campionato | Campionato | Coppe nazionali | Coppe nazionali | Coppe nazionali | Coppe continentali | Coppe continentali | Coppe continentali | Supercoppe | Supercoppe | Supercoppe | Totale | Totale |
| Stagione              | Club                  | Comp                  | Pres       | Reti       | Comp            | Pres            | Reti            | Comp               | Pres               | Reti               | Comp       | Pres       | Reti       | Pres   | Reti   |
| --------------------- | --------------------- | --------------------- | ---------- | ---------- | --------------- | --------------- | --------------- | ------------------ | ------------------ | ------------------ | ---------- | ---------- | ---------- | ------ | ------ |
| 1997                  | Alta                  | 2D                    | ?          | ?          | CN              | ?               | ?               | -                  | -                  | -                  | -          | -          | -          | ?      | ?      |
| 1998                  | Alta                  | 2D                    | 8          | 6          | CN              | ?               | ?               | -                  | -                  | -                  | -          | -          | -          | ?      | ?      |
| 1999                  | Bodø/Glimt            | ES                    | 9          | 3          | CN              | ?               | ?               | -                  | -                  | -                  | -          | -          | -          | ?      | ?      |
| 2000                  | Bodø/Glimt            | ES                    | 25         | 10         | CN              | 4               | 5               | -                  | -                  | -                  | -          | -          | -          | 29     | 15     |
| 2001                  | Bodø/Glimt            | ES                    | 24         | 10         | CN              | 3               | 1               | -                  | -                  | -                  | -          | -          | -          | 27     | 11     |
| gen.-giu. 2002        | Hertha Berlino        | BL                    | 2          | 0          | CG              | 0               | 0               | -                  | -                  | -                  | -          | -          | -          | 0      | 0      |
| lug. 2002             | Hertha Berlino        | BL                    | 0          | 0          | CG              | -               | -               | -                  | -                  | -                  | -          | -          | -          | 0      | 0      |
| Totale Hertha Berlino | Totale Hertha Berlino | Totale Hertha Berlino | 2          | 0          |                 | 0               | 0               |                    | -                  | -                  |            | -          | -          | 2      | 0      |
| lug.-dic. 2002        | Rosenborg             | ES                    | 7          | 2          | CN              | -               | -               | UCL                | 5                  | 0                  | -          | -          | -          | 12     | 2      |
| gen.-lug. 2003        | Rosenborg             | ES                    | 3          | 0          | CN              | 0               | 0               | UCL+CU             | -                  | -                  | -          | -          | -          | ?      | ?      |
| Totale Rosenborg      | Totale Rosenborg      | Totale Rosenborg      | 10         | 2          |                 | 0               | 0               |                    | 5                  | 0                  |            | -          | -          | 15     | 2      |
| lug.-dic. 2003        | Bodø/Glimt            | ES                    | 9          | 4          | CN              | 3               | 0               | -                  | -                  | -                  | -          | -          | -          | 12     | 4      |
| 2004                  | Bodø/Glimt            | ES                    | 23+2       | 5+1        | CN              | 3               | 6               | CU                 | 4                  | 1                  | -          | -          | -          | 32     | 13     |
| gen.-lug. 2005        | Bodø/Glimt            | ES                    | 11         | 2          | CN              | 2               | 1               | -                  | -                  | -                  | -          | -          | -          | 13     | 3      |
| lug.-dic. 2005        | Brann                 | ES                    | 1          | 0          | CN              | 1               | 0               | CU                 | 1                  | 1                  | -          | -          | -          | 3      | 1      |
| 2006                  | Brann                 | ES                    | 4          | 0          | CN              | 2               | 0               | CU                 | 1                  | 0                  | -          | -          | -          | 7      | 0      |
| gen.-lug. 2007        | Brann                 | ES                    | 1          | 0          | CN              | 2               | 1               | -                  | -                  | -                  | -          | -          | -          | 3      | 1      |
| lug.-dic. 2007        | Strømsgodset          | ES                    | 6          | 0          | CN              | 2               | 1               | -                  | -                  | -                  | -          | -          | -          | 8      | 1      |
| 2008                  | Brann                 | ES                    | 6          | 0          | CN              | 3               | 1               | CU                 | 1                  | 0                  | -          | -          | -          | 10     | 1      |
| Totale Brann          | Totale Brann          | Totale Brann          | 12         | 0          |                 | 8               | 2               |                    | 3                  | 0                  |            | -          | -          | 23     | 2      |
| 2009                  | Bodø/Glimt            | ES                    | 24         | 2          | CN              | 1               | 0               | -                  | -                  | -                  | -          | -          | -          | 25     | 2      |
| 2010                  | Bodø/Glimt            | 1D                    | 16         | 2          | CN              | ?               | ?               | -                  | -                  | -                  | -          | -          | -          | ?      | ?      |
| gen.-ago. 2011        | Bodø/Glimt            | 1D                    | 5          | 0          | CN              | 3               | 1               | -                  | -                  | -                  | -          | -          | -          | 8      | 1      |
| Totale Bodø/Glimt     | Totale Bodø/Glimt     | Totale Bodø/Glimt     | ?          | ?          |                 | ?               | ?               |                    | -                  | -                  |            | -          | -          | ?      | ?      |
| ago.-dic. 2011        | Alta                  | 1D                    | 10         | 0          | CN              | 1               | 0               | -                  | -                  | -                  | -          | -          | -          | 11     | 0      |
| gen.-ago. 2012        | Alta                  | 1D                    | 11         | 1          | CN              | 2               | 1               | -                  | -                  | -                  | -          | -          | -          | 13     | 2      |
| Totale Alta           | Totale Alta           | Totale Alta           | ?          | ?          |                 | ?               | ?               |                    | -                  | -                  |            | -          | -          | ?      | ?      |
| ago.-dic. 2012        | Austevoll             | 3D                    | ?          | ?          | CN              | -               | -               | -                  | -                  | -                  | -          | -          | -          | ?      | ?      |
| Totale                | Totale                | Totale                | ?          | ?          |                 | ?               | ?               |                    | -                  | -                  |            | -          | -          | ?      | ?      |